# B Grupa 1950
In 1950 werd het eerste seizoen van de B Grupa gespeeld, voor voetbalclubs uit de Bulgaarse tweede klasse. De competitie werd gespeeld van 11 maart tot 23 september. 

## Eindstand

### Groep Noord
| Plaats | Club                           | Wed. | W  | G | V  | Saldo | Ptn. |
| ------ | ------------------------------ | ---- | -- | - | -- | ----- | ---- |
| 1.     | DSO Torpedo Roese              | 18   | 10 | 4 | 4  | 36:15 | 24   |
| 2.     | DSO Dinamo Pleven              | 18   | 10 | 4 | 4  | 36:17 | 24   |
| 3.     | DSO Dinamo Stalin              | 18   | 10 | 4 | 4  | 34:17 | 24   |
| 4.     | DSO Stroitel Kolarovgrad       | 18   | 10 | 0 | 8  | 28:22 | 20   |
| 5.     | DSO Stroitel Vidin             | 18   | 9  | 1 | 8  | 26:24 | 19   |
| 6.     | DSO Torpedo Gorna Orjachovitsa | 18   | 9  | 0 | 9  | 36:38 | 18   |
| 7.     | DSO Stroitel Svisjtov          | 18   | 8  | 0 | 10 | 25:28 | 16   |
| 8.     | DSO Dinamo Vratsa              | 18   | 7  | 1 | 10 | 19:29 | 15   |
| 9.     | DSO Tsjerveno sname Pavlikeni  | 18   | 6  | 1 | 11 | 18:35 | 13   |
| 10.    | DSO Tsjerveno sname Silistra   | 18   | 4  | 0 | 14 | 11:44 | 8    |

|  | Promotie naar A Grupa |

### Groep Zuid
| Plaats | Club                             | Wed. | W  | G | V  | Saldo | Ptn. |
| ------ | -------------------------------- | ---- | -- | - | -- | ----- | ---- |
| 1.     | DSO Spartak Sofia                | 18   | 15 | 2 | 1  | 63:07 | 32   |
| 2.     | DSO Tsjerveno sname Samokov      | 18   | 13 | 1 | 4  | 35:25 | 27   |
| 3.     | DSO Torpedo Stara Zagora         | 18   | 10 | 5 | 3  | 43:27 | 25   |
| 4.     | DSO Torpedo Dimitrovo            | 18   | 11 | 0 | 7  | 44:24 | 22   |
| 5.     | DSO Stroitel Boergas             | 18   | 8  | 1 | 9  | 28:30 | 17   |
| 6.     | DSO Dinamo Pazardzjik            | 18   | 8  | 1 | 9  | 25:33 | 17   |
| 7.     | DSO Dinamo Plovdiv               | 18   | 8  | 0 | 10 | 28:23 | 16   |
| 8.     | DSO Dinamo Jambol                | 18   | 6  | 0 | 12 | 23:44 | 12   |
| 9.     | DSO Torpedo Chaskovo             | 18   | 4  | 0 | 14 | 18:57 | 8    |
| 10.    | DSO Tsjeerveno sname Blagoëvgrad | 18   | 2  | 0 | 16 | 21:58 | 4    |

1950 ·
1951 ·
1952 ·
1953 ·
1954 ·
1955 ·
1956 ·
1957 ·
1958 ·
1958/59 ·
1959/60 ·
1960/61 ·
1961/62 ·
1962/63 ·
1963/64 ·
1964/65 ·
1965/66 ·
1966/67 ·
1967/68 ·
1968/69 ·
1969/70 ·
1970/71 ·
1971/72 ·
1972/73 ·
1973/74 ·
1974/75 ·
1975/76 ·
1976/77 ·
1977/78 ·
1978/79 ·
1979/80 ·
1980/81 ·
1981/82 ·
1982/83 ·
1983/84 ·
1984/85 ·
1985/86 ·
1986/87 ·
1987/88 ·
1988/89 ·
1989/90 ·
1990/91 ·
1991/92 ·
1992/93 ·
1993/94 ·
1994/95 ·
1995/96 ·
1996/97 ·
1997/98 ·
1998/99 ·
1999/2000 ·
2000/01 ·
2001/02 ·
2002/03 ·
2003/04 ·
2004/05 ·
2005/06 ·
2006/07 ·
2007/08 ·
2008/09 ·
2009/10 ·
2010/11 ·
2011/12 ·
2012/13 ·
2013/14 ·
2014/15 ·
2015/16 ·
2016/17 ·
2017/18 ·
2018/19 ·
2019/20 ·
2020/21 ·
2021/22 ·
2022/23 ·
2023/24